# Heteropoda loderstaedti
Heteropoda loderstaedti là một loài nhện trong họ Sparassidae.
Loài này thuộc chi Heteropoda. Heteropoda loderstaedti được Peter Jäger miêu tả năm 2008.